# Seznam postav seriálu Gympl s (r)učením omezeným
Toto je seznam postav a herců, kteří postavy ztvárňují, ze seriálu Gympl s (r)učením omezeným.

## Hlavní postavy

### Adam Kábrt
Adam Kábrt (Ondřej Brzobohatý; série 1-3) je učitel biologie, občanské výchovy a hudební výchovy. Jeho přítelkyní je barmanka Denisa Hájková, sestra jeho studenta Patrika Hájka, do které se zamiloval, když šla kvůli Patrikovi do školy. Patrikovi se je povedlo později odloučit, ale na konci první série se k sobě vrátili. Pochází z dětského domova, jeho vychovatelkou byla paní Chmelíková, která za ním ve druhé sérii přijede a společně s Patrikem a Denisou se o ni Kábrt stará. Kábrt hradecké gymnázium vystudoval a pokračoval na Karlovu Univerzitu. Společně s kolegyní, kterou doporučil na pozici učitelky na jejich gymnáziu, Janou „Džajnou“ Pelnerovou se snaží vést studenty gymnázia k hudbě a ke zpěvu hlavně pomocí sboru Elišky Holoubkové a ještě vést jejich vysokoškolskou kapelu UK Band. Ve druhé sérii se jejich sbor spojí se školním dramatickým kroužkem, který vede Vladimír Matula. Ve škole dělá i výchovného poradce. Věnuje se také baru, kde Denise často pomáhá, jako přivýdělek vystupuje s „Džajnou“ na různých hudebních akcích.

### Vladimír Matula
Vladimír Matula (Karel Heřmánek; série 1-3) je bývalý ředitel gymnázia, který kvůli své závislosti na alkoholu opustit post ředitele a odešel se léčit ze závislosti. Také je to učitel českého jazyka a dějepisu. V první sérii se objevil i jeho syn Hynek Matula s manželkou a vnučka Nikol, která trpí  Aspergerovým syndromem. S rodinou se moc často nevídal kvůli jeho neshodám s jeho synem Hynkem, po pár letech se spory urovnaly, ale celá rodina musela odjet do Kuvajtu kvůli Hynkově práci. Po celou dobu je zamilovaný do své kolegyně Elišky Holoubkové, o kterou později jevil zájem i Jan Pařízek. Ten ji později i získal. Od té doby byli úhlavními nepřáteli, kteří se po odjezdu Elišky do zahraničí spřátelili. Chvíli po léčení alkoholismu se na gymnázium vrátil jako učitel. Při sloučení dvou gymnázií se dostal na post zástupce ředitele potom, co nová ředitelka Irena Nerudová sesadila z postu zástupkyně Evu Lenerovou. Později se zamiluje do Edity, se kterou se odstěhuje z Hradce, naposledy se objevuje v 16. epizodě 3. série.

### Eliška Holoubková
Eliška Holoubková (Libuše Šafránková; série 1) je učitelka českého jazyka a hudební výchovy. Mezi studenty je velmi oblíbená. V první sérii žila svým pěveckým sborem Zvonek. Žije se svou matkou Dagmar Holoubkovou v bytě. Kvůli ní před lety obětovala velkou lásku – úspěšného dirigenta Jandourka, s nímž měla odjet za novým životem do zahraničí. Jandourek se v první sérii objevil a pozval ji na výlet do Prahy, kde ji chtěl ukázat, o co přišla, když s ním nezůstala a podal ji stejnou nabídku s tím, že už nic lepšího mít nemůže. Eliška se urazila a odpověděla ne. V průběhu první série se do ní zamiloval Vladimír Matula a Jan Pařízek, kterého poznala, když se rozhodla si udělat průkaz na držení zbraně, oba ji nakonec požádali o ruku, ale Eliška řekla ano pouze Pařízkovi. Když se plánovala svatba, tak se Elišce nelíbili Pařízkovy a Matulovy boje o ní a svatbu zrušila. Matula je do ní stále zamilován. Na konci první série získá její srdce Matula svou statečností, když se vydá zachránit svou vnučku Nikol na staré lešení. Na začátku druhé série Eliška odletěla do Tibetu stavět školy pro děti. Eliška si s Vladimírem a její matkou dopisuje.

### Ctirad Volejník
Ctirad Volejník (Jan Šťastný; série 2-3) je učitel chemie a přírodních věd, který nastoupil na gymnázium v druhé sérii, když se spojila dvě gymnázia. Je to bývalý profesor na vysoké škole. Má tři děti s jeho bývalou manželkou Michaelou Volejníkovou, která mu dělá ze života peklo, když včas nezaplatí alimenty. Momentálně bydlí u Dagmar Holoubkové, protože měla volný pokoj po Elišce Holoubkové, která odjela do Tibetu. Ctirad měl problém s penězi, a tak se zapletl s místním dealerem Harlejem, který mu půjčil za zaplacení dlužných alimentů pro manželku. Od té doby ho Harlej využívá ve svůj prospěch. Pravidelně od něho chtěl připravovat pytlíčky drog. Ctirad však místo drog dělal neškodný prášek, ze kterého se vyklubal prášek pro růst vlasů.

### Milada Smutná
Milada Smutná (Zuzana Bydžovská; série 1-3) je bývalá zástupkyně ředitele a učitelka zeměpisu a chemie. Také to je matka tří děti: nejstarší Julie, Honzy a nejmladší Lady, všechny má se svým manželem Václavem Smutným, bývalým řidičem kamionu. Milada se stala babičkou, když její nejstarší dcera Julie otěhotněla a porodila dítě. Milada je zoufalá matka, které dělá starosti její manžel, který ztratil práci a není schopen si najít novou. Václav se snaží najít dobrou práci, ale nemá maturitu, a tak se ho Milada snaží na maturitu připravit, ten se k tomu však nemá, tak mu Milada zařídí studium u nich na gymnáziu. Je dobrá kamarádka se sousedkou Marií Šmídovou. Jejím krédem je „hlavně nemít nikde a s nikým žádný problém“.

### Miroslav Kuliš
Miroslav Kuliš (Václav Kopta; série 1-3) je školník gymnázia, který se snaží jakýmkoliv způsobem zapůsobit na Marii Šmídovou, do které je zamilovaný. Po rozvodu přišel o všechen majetek. I když roky pomalu přibývají, je pořád jako dítě. Miluje střílečky na počítači, komiksy a hru na elektrickou kytaru. Neúnavně stále dokola zakládá rockové kapely, ale nemá to žádný efekt. Jeho kamarádi jsou hospodář školy Marcel Lichtenberg a Adam Kábrt, kteří se mu s Marií snaží pomoci. V druhé sérii se kvůli Marii snaží i zhubnout, což mu však nejde. Také se s Marií více sblíží, když mu Marie řekne, že se ji líbí takový jaký je. Je to velmi stydlivý člověk. Ostatní mu říkají Kulich.

### Marcel Lichtenberg
Marcel Lichtenberg (Milan Šteindler; série 1-3) je homosexuálním hospodářem školy. Velmi se kamarádí se školníkem Kulišem, se kterým tvoří komickou dvojici. Dokáže se vypořádat s každou narážkou na jeho homosexualitu. Je velmi pyšný na to, že dokáže vyřešit každý problém. Jeho život je práce, v osobním životě je osamělý. Ve škole se na něj mohou všichni spolehnout. Párkrát si z Kulicha vystřelí.

### Eva Lenerová
Eva Lenerová (Lucie Benešová; série 1-3) je současná zástupkyně ředitele školy od 17 dílu 3. řady, bývalá ředitelka, zástupkyně ředitele školy a učitelka matematiky a fyziky. Eva je sebevědomá, snobská a zákeřná žena, která se nedokáže smířit se stárnutím. Jde si tvrdě za svým, a to i přes mrtvoly. Na své žáky a kolegy dělá jeden podraz za druhým, za což si vyslouží jen a jen odsouzení. Když Matula opustil křeslo ředitele, zasedla do něj právě Eva. Její úřadování se nikomu nelíbilo, jelikož nastavila podmínky, které se nikomu nezamlouvaly. Na konci školního roku se vyhlásil konkurz na nového ředitele spojených gymnázií, do kterého se Eva přihlásila, byla však překvapená, když konkurz nevyhrála a na místo ředitele nastoupila bývalá ředitelka druhého gymnázia Irena Nerudová. Ve druhé sérii se Eva tedy opět vrátila na pozici zástupkyně, ze které byla později opět sesazena na řadovou učitelku, ale pak se při nedostatku času Matuly vrátila na post zástupkyně, který nyní zastává společně s Matulou. Ve svém osobním životě má problémy s manželem Tomášem Lenerem, který se ji rozhodl opustit, když byla Eva nesnesitelná ředitelka a matka. Její syn Petr Lener s ní také nevydržel a odjel se svými spolužáky do zahraničí. V druhé sérii se Eva ocitá v rozvodovém řízení se svým manželem, kterého přinutila se stále vydávat za manžela, když přijela její matka Inga Šašková, která na to však později přijde. Eva ji vylíčí svůj příběh v její prospěch a s matkou se snaží, aby se s ní Tomáš nerozvedl, což se jí nakonec povede.

## Ostatní postavy

### Denisa Hájková
Denisa Hájková (Kristýna Leichtová; série 1-3) se živí jako barmanka ve svém baru Hvězda, který dříve patřil jejímu bývalému příteli Cyrilovi. Když ji bylo osmnáct, tak přišla o oba rodiče, kteří zahynuli při autonehodě, proto se musela starat o svého tehdy desetiletého bratra Patrika Hájka, o kterého se stará až do teď. Pět let chodila s Cyrilem, s kterým byla jen protože neměla, jak se o sebe postarat. Potom, co dorazil do Hradce Adam Kábrt, zamilovala se do něj a s Cyrilem to šlo z kopce. Dlouho, ale trvalo než se spolu s Adamem dali dohromady. Momentálně bydlí s Patrikem u Adama v bytě, kde se společně starají o vychovatelku z dětského domova Chmelíkovou. Při tom všem dokáže ještě vyrábět vlastní trička, které potom nabízí v baru. Ještě k tomu se snaží dostat na uměleckou vysokou školu.

### Patrik Hájek
Patrik Hájek (Jáchym Kraus; série 1-2) je bratr Denisy Hájkové. Jeho rodiče zahynuli při autonehodě, a tak se o něj stará pouze jeho sestra. Momentálně studuje na místním gymnáziu. Ze začátku měl problémy uhlídat své chování a dělal problémy, teď se již polepšil a snaží se dosáhnout co nejlepších výsledků. Zamiloval se do své spolužačky Nikol Matulové, která trpí Aspergerovým syndromem. S Nikol dokonce i na pár dní utekli, jelikož jim nebylo dovoleno být spolu, později se zase vrátili. Nikol však musela s rodiči odjet do Kuvajtu. Jeho úhlavní nepřítel učitel fyziky a tělocviku Aleš Nezval ho vybral po úspěšném složení olympiády z fyziky na stipendijní cestu do Anglie. Zbytek peněz mu dala „babi“ Chmelíková, která mu je slíbila.

### Babička Chmelíková
Babi Chmelíková (Květa Fialová; série 2-3) je někdejší vychovatelkou Adama Kábrta z dětského domova. Nedávno ji našel u něho doma, kdy se vraceli s Denisou z Paříže. Protože ji syn obral o střechu nad hlavou, tak žije s Adamem, Denisou i Patrikem, kterého si velmi oblíbila a začala mu pomáhat. Patrik nedávno vyhrál fyzikální olympiádu a získal tím stipendium do Anglie, ale Adam s Denisou na to neměli peníze, ale Babi na chvíli odjela ke své přítelkyni, kde měla schovaný obraz, který prodala a získala tím pro něho potřebných 20 000 korun. Ve třetí sérii v 18. díle zemřela ve spánku, den po svých narozeninách.

### Cyril Merta
Cyril Merta (Petr Batěk; série 1) byl majitel baru Hvězda. Jeho bývalou přítelkyní byla Denisa Hájková, která u něj bydlela se svým bratrem, a také u něho pracovala jako barmanka. Když se na hradeckém gymnáziu objevil nový třídní učitel Patrika Adam Kábrt, Denisa se do něj zamilovala a opustila ho. Cyril si však celou dobu Patrika za jejími zády kupoval, a tak Patrik nechtěl, aby byli spolu a postaral se o to, aby se Denisa vrátila k Cyrilovi, což se později stalo, když tomu pomohlo Džajny přespání u Adama. Později se zase vrátila k Adamovi, protože zjistila, že ji Cyril podvádí. Cyrilovi se to nelíbilo, protože mu společně s rozchodem přebrala za pomoci Džajny jeho bar, a tak jí dělal ze života pořádné peklo. Cyril na ni poslal své kumpány, kteří jí způsobili otřes mozku, kvůli němuž Denisa skončila v nemocnici. Cyril se jí přišel do nemocnice omluvit s kytkou a od té doby se již neobjevil.

### Jana Pelnerová
Jana „Džajna“ Pelnerová (Marta Jandová; série 1-3) je  bývalá spolužačka Adama, který jí pomohl získat místo učitelky angličtiny, výtvarné výchovy a hudební výchovy na hradeckém gymnáziu, kde působí až do teď. Jana nevychází zrovna dobře se svým otcem Otou Pelnerem, kterému stále nemůže odpustit to, jak se choval k její matce. Jednoho večera se s Adamem opili a Jana skončila u Adama v posteli. Ráno je ale nachytala jeho přítelkyně Denisa. Později si to však s Denisou vyříkala a od té doby jsou spolu dobré kamarádky. Momentálně spoluvlastní bar Hvězda. Jana stojí vždy za Adamem či Denisou, když mají nějaké problémy. V druhé sérii se do Jany zamiloval student z Královky Pavel „Pól“ Zach. Na lyžařském výcviku se spolu poprvé políbí a začnou spolu tajně chodit, a dokonce na konci série Džajna otěhotní. Později se jí narodí dcera Matylda.

### Oto Pelner
Oto Pelner (Miloslav Mejzlík; série 2-3) je bohatý inženýr a otec Jany Pelnerové. Oto přijede do Hradce za výhodnou nabídku budovy bývalé Královky, kterou chce podnikatel Ježdík prodat a nechat z něho udělat hotel, který by měl právě financovat Oto. Budova však jde do prodejního řízení, kde se o budovu uchází ještě ředitelka spojených gymnáziích Irena Nerudová, která je později vydíráním donucena odstoupit, když se to Oto později dozví odmítne podepsat smlouvu s Ježdíkem. Nerudová se pomalu s Pelnerem seznamuje a flirtuje. Oto při svém pobytu narazí na svou dceru Janu Pelnerou, která s ním nemluví, protože mu nedokáže odpustit, jak se dřív choval k ní a její matce. Když se rozhodne Hradec opustit jde se s Janou rozloučit s tím, že by se mohli usmířit, ta však nechce. Zajde také za ředitelkou se ji omluvit a říct, že nepodepsal s Ježdíkem smlouvu, ta s ním však, ale také nemluví, protože si myslí, že má v jejím odstupu prsty.

### Jan Pařízek
Jan Pařízek (Václav Vydra; série 1-3) dělá instruktora na střelnici. V první sérii k němu docházela Eliška Holoubková na hodiny střelby, kde se do ní také zamiloval. Čímž se stal sokem Vladimíra Matuly, který již dlouhá léta touží po tom se s Eliškou sblížit. Oba tedy vedou o Elišku veliký boj. Eliška se pak dá s Pařízkem dohromady. O něco později ji Pařízek a Vladimír požádají o ruku. Eliška se rozhodne po dlouhé době přijmout Pařízkovu nabídku. V době příprav svatby se však s ním rozejde kvůli jeho nepřátelských bojů s Vladimírem. Když ve druhé sérii Eliška odjede do Tibetu, Pařízek chodí pravidelně k Vladimírovi si zahrát ještě i s Adamem kulečník a zdá se, že by se z nich mohli stát i přátelé. V poslední době se objevila na obzoru francouzská šlechtična Marion, do které je Pařízek zamilovaný, ale Marion se mu straní. Pařízek to dává za vinu Vladimírovi a každou chvíli ho obviňuje, že se Marion věnuje, i přesto, že si píše s Eliškou. Pařízek dokonce učil v první sérii na gymnáziu, když bylo málo učitelů.

### Dagmar Holoubková
Dagmar Holoubková (Libuše Švormová; série 1-3) je matkou učitelky češtiny Elišky Holoubkové, se kterou dřív bydlela v bytě. Dnes však bydlí se Ctiradem Volejníkem. Má svou partu, do které patří její tři kamarádky, se kterými hraje každý den poker. V druhé sérii chvíli suplovala francouzštinu ve škole, do té doby, než se našlo jiné suplování

### Julie Smutná
Julie Smutná (Vendula Hlásková; série 1-3) je nejstarší dcerou učitelky chemie Milady Smutné a jejího manžela Václava Smutného. Má syna Matýska, jehož biologickým otcem je její spolužák "Kiro", ale vychovává ho se svým přítelem Mathiasem Holečkem, který ho sám přijal za vlastního.

### Mathias Holeček
Mathias Holeček (Karel Heřmánek ml.; série 1-3) je přítel Julči Smutné a vychovává s ní malého Matýska, kterého považuje téměř za svého vlastního syna. Momentálně pracuje jako školníkova pravá ruka a také se věnuje správě kina.

### Jan Smutný
Jan Smutný (Vojtěch Machuta; série 1-3) je syn Milady Smutné. Chodí do kvarty/kvinty/sexty (podle série) na Gymnáziu a občas hraje ve školním basketbalovém týmu, když některý z hráčů nemůže. Kamarádí se se spolužáky Patrikem Hájkem a Filipem. Za svůj vzor považuje učitele fyziky a tělocviku Bachaře neboli Aleše Nezvala.

### Lada Smutná
Lada Smutná (Natálie Halouzková; série 1-3) je nejmladší dcerou Milady Smutné. Chodí do primy (1.série), sekundy (2.série),tercie (3.série) na Gymnáziu. Je tajně zamilovaná do spolužáka Karla Šmída, který patří společně s Leonkou Vaněčkovou mezi její kamarády. V první sérii vedli "válku" s Kateřinou Kočovou, která jí dala přezdívku "Dejchadlo" a nyní to používá jako posměšek.

### Václav Smutný
Václav Smutný (Jiří Kalužný; série 1-3) je manžel Milady Smutné. je to bývalý řidič kamionu, ale teď je bez práce. Chtěl si dodělat maturitu, ale vypadá to, že se nezvládne naučit ani desetinná čísla.

### Tomáš Lener
Tomáš Lener (Josef Polášek; série 1-3) je manžel Evy Lenerové. Pracuje v bance. Později se chce rozvést, jenomže když k nim na svátky přijela její matka Inge Šašková, tak oni se snažili své neshody zatajit. Nakonec se usmířili. Mají spolu syna Petra Lenera, který je nyní na Novém Zélandu se svou třídou.

### Petr Lener
Petr Lener (Jakub Grafnetr; série 1-3) je syn Evy a Tomáše Lenerových. Dříve chodil se spolužačkou Bellou, ale pak se rozešli, protože ji podváděl s kamarádkou z dětství Švédkou Brittou.

### Majka Šmídová
Marie Šmídová (Daniela Šinkorová; série 1-3) je matkou Káji a Kuby Šmídových. V první sérii byla týraná od svého manžela Milana Šmída, kterého nakonec zavřeli do vězení. Teď chodí se školníkem Kulichem, který se stále snaží na ni udělat dojem, klidně úplně trapnými způsoby jako je bláznivá píseň s názvem "Majka má" nebo striptýz v oblečku policisty.

### Karel Šmíd
Karel Šmíd (Jan Maršál; série 1-3) je starší syn Majky Šmídové. Chodí do primy (1.série), sekundy (2.série), tercie (3.série) na gymnáziu. Je zamilovaný do své spolužačky Leonky Vaněčkové.

### Jakub Šmíd
Jakub Šmíd (Fabián Povýšil; série 1-3) je mladší syn Majky Šmídové. Teď chodí do druhé třídy na základní škole.

### Milan Šmíd
Milan Šmíd (Kamil Halbich; série 1,3) je bývalý manžel Majky Šmídové, který ji před začátkem první série a v celé první sérii týral. Momentálně je ve vězení.

### Pavel Zach
Pavel Zach (Jordan Haj; série 2-3), zvaný Pól je student oktávy na Gymnáziu. Už od začátku školního roku, kdy se spojila obě gymnázia, tak je bezhlavě zamilovaný do učitelky angličtinářky Jany "Džajny" Pelnerové. Postupně jí zpíval písničky, dával květiny a na lyžařském výcviku, když si zranil nohu, tak ho Džajna šla večer zkontrolovat na pokoj a on zamknul a následně se spolu vyspali. Když se vrátili do Hradce, tak se tajně scházeli v jejím kabinetě, ale jednou to viděla jeho spolužačka Tereza a ta to v opilosti řekla Evě Lenerové. Ta to následně vyšetřovala, ale nakonec vše dobře dopadlo protože se Eva snaží dostat na místo ředitelky na Královce, která patří Pelnerovi, tak se dělá Džajninou kamarádkou a vše jim dovolí.

### Aleš Nezval
Aleš Nezval (Jan Révai; série 2-3) je učitel fyziky a tělocviku pod přezdívkou Bachař, kterou mu vymysleli studenti, protože na ně hrozně křičí. Ve škole není moc oblíbený. Je zamilovaný do Denisy Hájkové, která je přítelkyní Adama Kábrta, který je Alešův kolega, a tak začíná boj! Po chvíli se mu zase začne líbit někdo jiný a to Marion Dubois, která je jeho kolegyní. Jenomže Marion má rád i Jan Pařízek a tak začíná druhý boj.